# Porto de Eutrópio
O porto de Eutrópio foi um dos dois portos que existiram na antiga cidade da Calcedônia, na Bitínia. A tradição assumiu que seu nome fazia homenagem a seu suposto fundador, ou seja, o protoespatário Eutrópio, que esteve ativo em meados ou finais do século V. Contudo, é sabido que foi fundado pelo imperador Justiniano (r. 527–565) e que seu nome dizia respeito ao distrito no qual estava localizado, o "de Eutrópio" (τα Εύτροπίου). Em 27 de novembro de 602, Lílio, agindo em nome do rebelde e futuro imperador Focas (r. 602–610), capturou o imperador reinante Maurício (r. 582–602) e seus filhos e os executou no porto.